# Riddings
Riddings är en ort och en unparished area i distriktet Amber Valley i grevskapet Derbyshire i England. Orten är belägen 18 km från Chesterfield. Unparished area hade 3 970 invånare år 2011.